# محمد شحادة (رجل أعمال)
محمد شحادة مهندس مدني، هو نائب الرئيس الأول لشركة UNIBETON READY MIX. حصل على درجة البكالوريوس في الهندسة المدنية من جامعة ولاية فلوريدا في الولايات المتحدة الأمريكية وحصل على درجة الدكتوراه في الهندسة من جامعة دالهاوسي في كندا.

## أبرز إنجازاته
قام بتقديم الخرسانة ذاتية الدمج لأول مرة في دولة الإمارات العربية المتحدة، والخرسانة الخضراء أو الخرسانة منخفضة الانبعاثات الكربونية في سوق الإمارات العربية المتحدة.
قدم علم الروماتيزم في الوقت الحقيقي والذي يمكنه قياس درجة الحرارة والهبوط والضغوط الطبيعية المكافئة عند سرعات مختلفة للأسطوانة وإنتاج الخرسانة واللزوجة دون تدخل البشر، ويمكن تسجيل هذا جنبًا إلى جنب مع نظام تحديد المواقع العالمي (GPS) للتحليل المستقبلي مما يوفر آلاف الأمتار المكعبة من الخرسانة. والتي كانت تضيع في إجراء هذه الاختبارات.
تنفيذ طرق الخرسانة الجديدة في الإمارات العربية المتحدة بسبب مزاياها العديدة والمهمة فيما يتعلق بالاستدامة في القوالب والعمالة والسرعة وتوفير ما بين 33-50% مقارنة بالبناء التقليدي الذي يتم صبه في الموقع. هواياته هي الزراعة وركوب الخيل.

## الجوائز والأوسمة
- جائزة الشيخ خليفة للتميز في الأعمال.[5]
- جائزة دبي لتقدير الجودة المرموقة – 2009.
- جائزة الشيخ خليفة الصناعية في عامي 2000 و1999.[5]
- جائزة ستيفي في عام 2010.[4]
- تحسين الصورة والثقة في عمليات الشركة من خلال اعتماد المعايير الدولية والحصول على شهادة من قبل شركة M/s. ضمان الجودة من لويدز ريجيستر وفقًا لمعايير ISO 9001:2008 وISO 14001:2004 وOHSAS 18001:2007.[5][6]
- درجة الدكتوراه الفخرية من جامعة دالهاوسي.[7]